# A9 (België)
De A9 was een geplande autosnelweg in België. Het was een van de geplande radiale autosnelwegen vanuit de hoofdstad Brussel. De A9 moest Brussel met de Belgische Westkust verbinden.

## Geschiedenis

### Vroege plannen
Het geplande traject van de A9 veranderde meermaals in de loop van de jaren 60 en 70 van de 20ste eeuw. De A9 was bedoeld als snelweg tussen Brussel en de Westkust via de Vlaamse Ardennen. De naam van de A9 werd afgeleid van de N9, een rijksweg die Brussel met de Westkust verbond. In 1985 werd de N9 omgenummerd naar de N8.
In de eerste plannen van na 1960 zou de A9 gelijklopen met de A8 Brussel-Rijsel, en voorbij Ronse aftakken naar Kortrijk. Van Kortrijk liep het tracé verder naar Ieper en Veurne, wat later de A19 zou worden. 
Rond 1970, tijdens het ministerschap van Jos De Saeger, werd de A9 een verbinding vanaf Doornik naar Kortrijk, en daarna verder naar Ieper en Veurne. Deze weg zou ter hoogte van Kortrijk overgaan in de geplande A17 Kortrijk-Brugge, en kreeg uiteindelijk ook tussen Kortrijk en Doornik het nummer A17. Het geplande traject Kortrijk-Veurne kreeg de naam A19, en het nummer A9 verdween uit de plannen.

### Gewestplannen
In de eerste helft van de jaren 70 doken nog enkele plannen op van een A9. In de laatste plannen uit 1975 zou de A9 van de R0 aftakken ter hoogte van Anderlecht en zich door het Pajottenland en de Vlaamse Ardennen naar Kortrijk begeven. Mogelijks wou men een reeds voltooid knooppunt met de R0 in Anderlecht, bedoeld voor het originele tracé van de A8, gebruiken. In de Vlaamse Ardennen gaven de plannen aanleiding tot protest. In Etikhove werd in 1975 de Stichting Omer Wattez opgericht, genoemd naar Omer Wattez, met als doel het milieu en landschap van de Vlaamse Ardennen te beschermen. Op 18 oktober 1975 was er een betoging van enkele duizenden mensen tegen de geplande A9.
De A9 werd ingetekend op het gewestplan van Oudenaarde, dat in februari 1977, werd goedgekeurd. Op het gewestplan van de regio Geraardsbergen, dat meer dan een jaar later werd goedgekeurd, werd de A9 niet ingetekend en vervangen door de N45.

### Schrapping
De plannen voor de A9 werden uiteindelijk vergeten; slecht enkele expreswegen bleven nog in de plannen over (waaronder de N45). In 1999 werd op voorstel van Vlaams minister Dirk Van Mechelen het gewestplan Oudenaarde gewijzigd en de nog bestaande A9-reservatiestrook Brussel-Kortrijk voor een autosnelweg ten zuiden van Brakel, via Bosgat (Maarkedal) en Nukerke naar de Schelde ten noorden van Berchem werd uiteindelijk uit de plannen geschrapt.